# Manuel Salvador Carmona

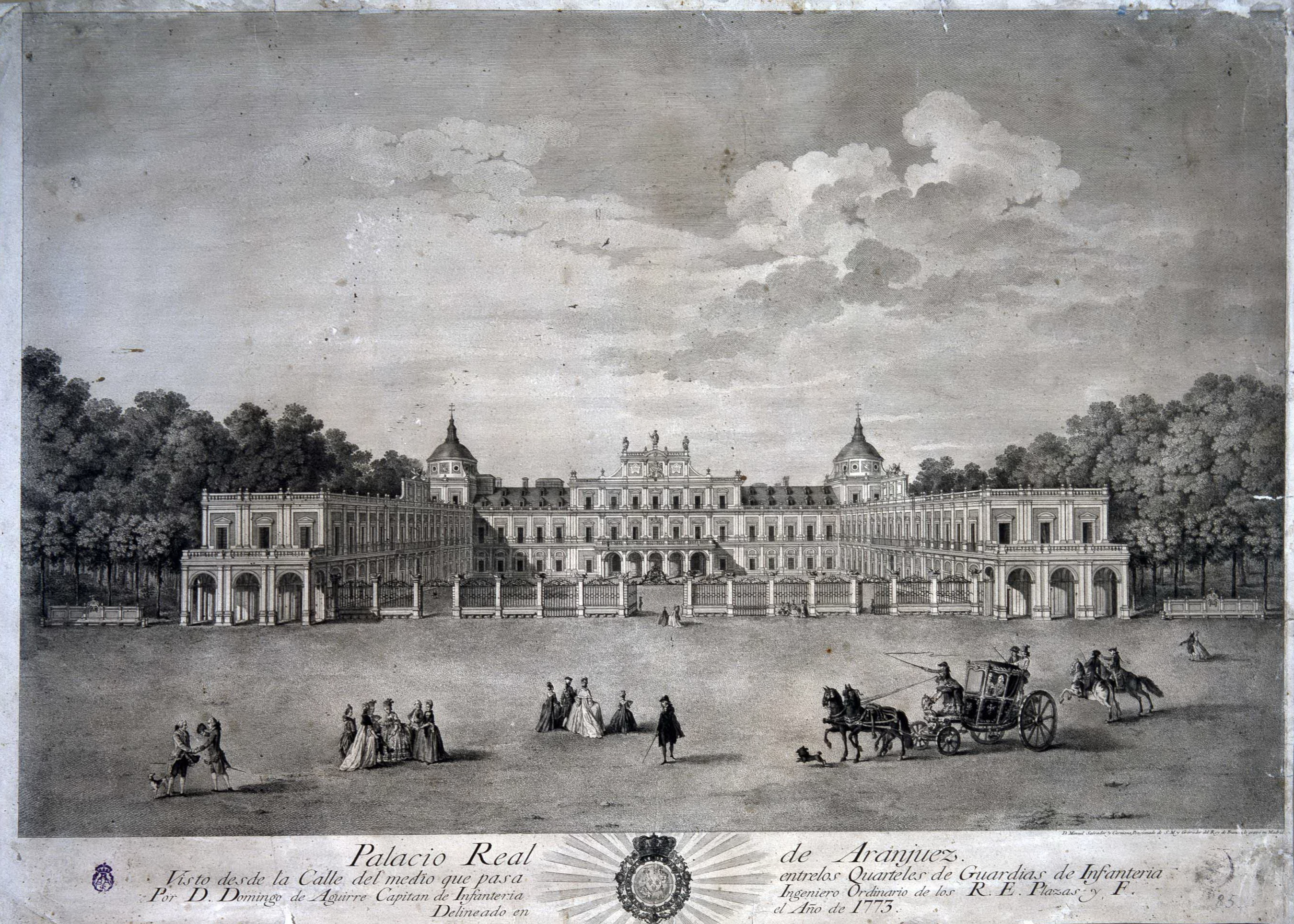
Palau Reial d'Aranjuez, 1773, disseny de Domingo de Aguirre, estampat a l'aiguafort per Manuel Salvador Carmona, que signa com a pensionat de sa majestat i gravador del rei de França.

Manuel Salvador Carmona (Nava del Rey, Valladolid, 1734 - Madrid, 1820) fou un gravador il·lustrat espanyol, un dels responsables d'introduir l'estil francès a Madrid.

## Biografia
Format amb el seu oncle, l'escultor Lluís Salvador Carmona, a la Junta Preparatòria de l'Acadèmia de San Fernando, que havia estat creada el 1744, serà després de la seva solemne inauguració el 1752, un dels primers pensionats de San Fernando encarregat de completar la seva formació com a gravador d'història a París.
Allà va estudiar la tècnica del burí amb Nicolas Dupuis i es va casar amb Margarida Legrand. El 1759 va ingressar com a ajudant a l'Académie Royale de Peinture et de Sculpture i dos anys més tard va ser admès com a acadèmicper unanimitat, després de gravar els retrats de François Boucher i de Hyacinthe Collin de Vermont, obtenint amb això el dret a ostentar el títol de gravador del rei.
Amb la reputació assolida a París, el 1762 va retornar a Madrid, presentant-se a l'Acadèmia amb la pretensió de ser nomenat director honorari, cosa que de moment no va obtenir, sent nomenat el 1764 acadèmic de mèrit en pintura i gravat i el 1777, a la mort de Juan Bernabé Palomino, director de gravat. El 1778 es va tornar a casar en segones núpcies amb Anna Maria de Mengs, filla d'Anton Rafael Mengs i també pintora (a l'Acadèmia de San Fernando es conserva un retrat que va fer del seu marit), i va viatjar a Roma, on va il·lustrar la traducció de José Nicolás Azara de la Vida de Ciceró escrita per Middleton. El 1783 va rebre el títol de gravador de cambra del rei.
Home il·lustrat i amb una llarga trajectòria docent a l'Acadèmia, va deixar un elevat nombre de deixebles, entre ells el seu germà Juan Antonio Salvador Carmona, Manuel Alegre, Luis Fernández Noseret i Fernando Selma, potser el més destacat d'ells.

## Obra

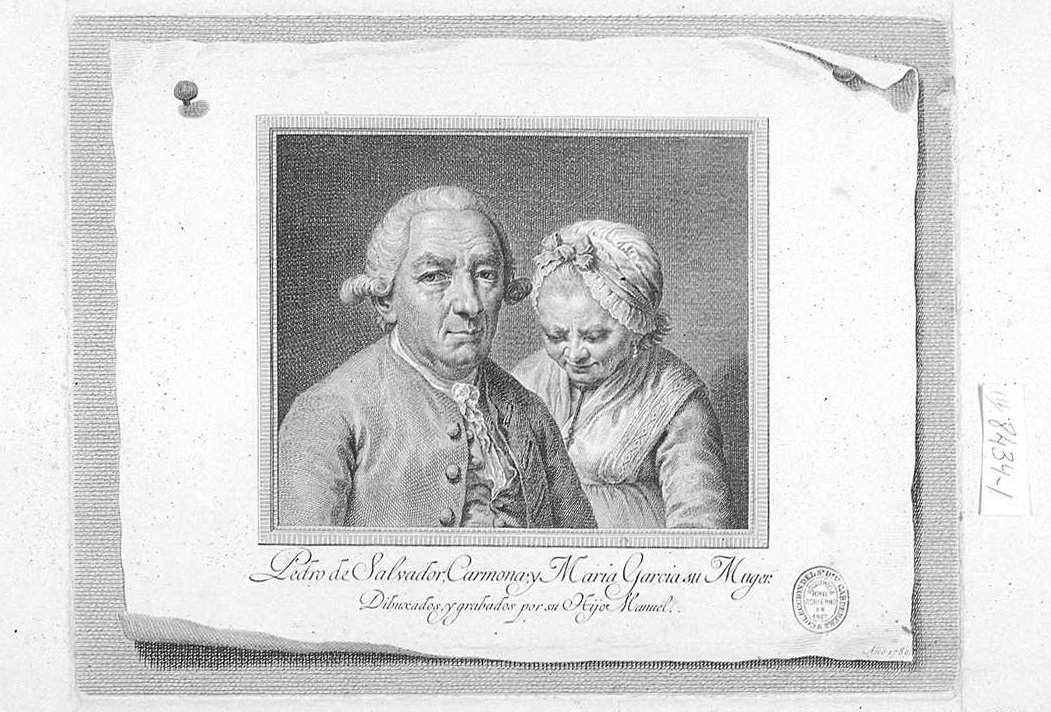
Pere Salvador Carmona: i Maria García seva dona; dibuixats i gravats pel seu fill Manuel, Madrid, Biblioteca Nacional, Iconografia Hispana, 8434-1.

Sent un dels objectius de l'Acadèmia contribuir mitjançant la pràctica del gravat de reproducció a la difusió de les arts i les ciències, tot i que excel·lent dibuixant, poques vegades va tenir ocasió de gravar les seves pròpies obres, veient-se habitualment obligat a treballar sobre composicions alienes. En aquesta tasca va reproduir en estampa obres de diversos pintors, entre ells Velázquez, de qui va gravar Els borratxos i va dirigir la reproducció de l'Aiguader de Sevilla, llavors al Palau Reial de Madrid, gravat per Blai Ametller sota la seva supervisió com es va fer constar al peu de la làmina. També va fer alguns gravats sobre quadres del seu sogre Anton Rafael Mengs, entre ells el cèlebre retrat de senyora Isabel Parreño Arce i el retrat de Carles III d'Espanya.
Juntament amb les estampes soltes, unes sis-centes, tant d'història i devoció, com retrats i modestes vinyetes, va participar en la il·lustració d'una trentena de llibres, destacant la col·lecció de retrats que va realitzar per al Parnàs espanyol ..., dels més cèlebres poetes, de José López de Sedano, o la seva contribució a l'edició del Quixot gran d'Ibarra (1780), primera patrocinada per la Reial Acadèmia Espanyola de la Llengua, sobre dibuixos de José del Castillo.
Entre les seves escasses composicions originals, juntament amb els nombrosos dibuixos conservats en la seva major part a la Biblioteca Nacional d'Espanya a Madrid, destaca el retrat que va dedicar als seus pares el 1780, del qual hi ha dibuixos previs a la sanguina combinada amb grafit i blanc de plom (Museu de Belles Ares de Còrdova i Biblioteca Nacional).
Al Museu Nacional d'Art de Catalunya es pot veure la seva obra Caiguda dels gegants, al departament de dibuixos i gravats.